# Elecciones presidenciales de Argelia de 1999
Las elecciones presidenciales de Argelia se llevaron a cabo el 15 de abril de 1999 en el contexto de la guerra civil argelina. El militar Liamine Zéroual, presidente incumbente, decidió adelantar un año las elecciones presidenciales y no presentarse a la reelección, con la finalidad de poner fin a las hostilidades. Abdelaziz Bouteflika, del Frente de Liberación Nacional, que hasta entonces se creía fuera del poder, fue elegido con el 73.8% de los votos después de que los otros seis candidatos se retiraron en la víspera de la elección, alegando fraude.

## Antecedentes
Liamine Zéroual había accedido a la presidencia como miembro del régimen militar impuesto durante la guerra civil argelina, siendo posteriormente legitimado en las elecciones de 1995, fundando su propio partido, la Agrupación Nacional para la Democracia. En septiembre de 1998, con la fuerte violencia política persistiendo en el país, Zéroual anunció el adelanto de las elecciones presidenciales, previstas para 2000, para febrero de 1999, garantizando que no se presentaría como candidato a la reelección. Posteriormente retrasó las elecciones hasta el 15 de abril y la campaña se inició formalmente el 25 de marzo. Los motivos de Zéroual para no presentarse a la reelección y adelantar los comicios son generalmente acachados a las luchas internas dentro del ejército argelino.
El gobierno estableció un nuevo panel para supervisar la elección, la Comisión Nacional Independiente para la Supervisión de la Elección Presidencial (CNISEP) y Zéroual solicitó a todos los funcionarios del gobierno que permanecieran neutrales durante la campaña. Su partido no presentó ningún candidato. El principal enfoque de las campañas electorales se centraba en restaurar la paz en el país, todavía bajo la insurgencia del Ejército Islámico de Salvación.

## Candidatos
El principal candidato era el exministro de Asuntos Exteriores, Abdelaziz Buteflika, del Frente de Liberación Nacional. Además de su partido, que había sido el partido único del régimen previo a la guerra, Buteflika contaba con el apoyo informal de la mayoría del ejército y de la coalición gubernamental con la que Zéroual dominaba el legislativo. Durante su campaña, afirmó que trataría de reforzar la confianza del pueblo en el gobierno y que no descartaría hablar con nadie sobre la situación del país. La prensa internacional calificó a Buteflika como el "candidato del consenso nacional".
Ahmed Taleb Ibrahimi, que había ejercido el mismo ministerio que Buteflika, era el principal opositor y recibió el apoyo tácito del islamista Frente Islámico de Salvación (FIS), proscrito antes del comienzo de la guerra. Prometió que, si resultaba elegido, negociaría con el FIS y se encargaría de retirar para siempre a los militares de la vida política argelina. Abdallah Djaballah, del Movimiento para la Reforma Nacional, se comprometió a formar un gobierno unido que englobara a todos los partidos políticos para superar la crisis. Mouloud Hamrouche y Mokdad Sifi, dos ex primeros ministros, también presentaron su candidatura. Hamrouche era un antiguo miembro del Frente de Liberación Nacional que había caído en desgracia tras la llegada del multipartidismo, y Sifi recibió el apoyo de una facción del partido de Zéroual, la Agrupación Nacional para la Democracia, que no dio su apoyo a Buteflika. Sifi se oponía a negociar con el FIS. Youcef Khatib era un candidato independiente y exasesor de campaña electoral 1995 del presidente Zeroual. Por último Hocine Aït Ahmed, el fundador del Frente de las Fuerzas Socialistas, hizo campaña afirmando que no quería que Argelia fuera ni una dictadura militar laica ni un estado islámico fundamentalista. Cerca del final de la campaña Ahmed tuvo un ataque al corazón y debió ir a Suiza para recibir tratamiento.

## Controversias
Menos de veinticuatro horas antes de la elección, todos los candidatos exceptuando Buteflika retiraron sus candidaturas, alegando que los comicios no serían justos. Los candidatos exigieron que el ejército estaba perpetuando un fraude electoral para que Buteflika ganara las elecciones. Entre otras cosas, denunciaron relleno de urnas e impresión de nuevas papeletas en apoyo a Buteflika. Zéroual se rehusó a reunirse con los candidatos a discutir la situación y replicó que la retirada de sus candidaturas un día antes de la elección era ilegal, por lo que sus listas se presentaron de todas formas.

## Resultados
Buteflika triunfó con un aplastante 73.8% de los votos, y juró el cargo el 27 de abril. La participación oficial se situó en un 60%. Sin embargo, los candidatos restantes alegaron que la cifra fue ficticia, y que probablemente la participación no superara el 25%.
| Abdelaziz Buteflika - Frente de Liberación Nacional (FLN)                                            | 7 445 045  | 73.8 |
| Ahmed Taleb Ibrahimi                                                                                 | 1 265 594  | 12.5 |
| Abdallah Djaballah - Movimiento por la Reforma Nacional                                              | 400 080    | 4.0  |
| Mouloud Hamrouche                                                                                    | 314 160    | 3.1  |
| Mokdad Sifi                                                                                          | 226 139    | 2.2  |
| Youcef Khatib                                                                                        | 121 414    | 1.2  |
| Hocine Aït Ahmed - Frente de las Fuerzas Socialistas (FFS)                                           | 32 179     | 0.3  |
| Total (participación 60.9%)                                                                          | 10 652 623 |      |
| Fuente: Argelia 1999 Presidential Election Archivado el 23 de septiembre de 2015 en Wayback Machine. |            |      |